# Batalla de Foro Baranga
La batalla de Foro Baranga fue un enfrentamiento armado que se desarrolló entre el 15 al 23 de abril de 2023 entre las Fuerzas Armadas de Sudán y las Fuerzas de Apoyo Rápido durante la tercera guerra civil sudanesa.

## Batalla
El 10 de abril de 2023 estalló la violencia intercomunitaria y 4.000 familias fueron desplazadas. Se saquearon casas y negocios para posteriormente darse una paz tensa, hasta el 15 de abril cuando las FAR lanzaron ataques relámpagos contra la ciudad.
El 23 de abril de 2023, la totalidad de la ciudad pasó a estar bajo el control de las Fuerzas de Apoyo Rápido, y dando al grupo rebelde el control de uno de los nexos relevantes de la frontera con Chad.